# Gaston Zink
Pour les articles homonymes, voir Zink.
Gaston Zink (1921-1999) est un linguiste français.
Il fut professeur à l'université de Paris-Sorbonne et a publié plusieurs ouvrages sur le français médiéval.

## Publications
- Phonétique historique du français. Manuel pratique, Paris, 1986.
- L'Ancien français. XIe – XIIIe siècles, Paris, 1987.
- Morphologie du français médiéval, Paris, 1989.
- Le Moyen français. XIVe et XVe siècles, Paris, 1990.